# Regionario
Regionario es el título que desde el siglo V se da en la Historia eclesiástica a los que tenían el cargo de algún cuartel o región y de la administración de algunos negocios en un determinado distrito. 
Para mayor orden en la policía eclesiástica, se dividió la ciudad de Roma en diferentes cuarteles y los que tenían a su cargo el cuidado de los pobres y la distribución de las limosnas en uno de estos distritos se llamaron diáconos regionarios. También había subdiáconos y notarios regionarios. Se llamaban también obispos regionarios los misioneros revestidos de carácter episcopal y que no tenían silla determinada e iban a predicar en diferentes lugares y a ejercer su ministerio donde los llamaba la necesidad.